# Falköpings flygplats
Falköpings flygplats är en flygplats strax utanför Falköping för affärs- och klubbflygplan. Flygplatsen invigdes 1985 och byggdes av Falköpings kommun för tillmötesgå Kinnarps kontorsmöblers önskemål om att ha ett närbeläget flygfält för sitt affärsflyg. Flygplatsen ligger endast några hundra meter från Sikagårdens industriområde i utkanten av Falköping. På flygplatsen bedriver Falbygdens flygklubb sin verksamhet. Flygklubben ordnar utbildning för segelflygcertifikat, motorflygcertifikat (EASA-PPL) och certifikat för ultralätta flygplan.